# Валентенко Павло Олександрович
Павло Олександрович Валентенко (рос. Павел Александрович Валентенко; 20 жовтня 1987, м. Нижньокамськ, СРСР) — російський хокеїст, захисник. Виступає за «Югра» (Ханти-Мансійськ) у Континентальній хокейній лізі.
Вихованець хокейної школи «Нафтохімік» (Нижньокамськ). Виступав за «Нафтохімік» (Нижньокамськ), «Гамільтон Бульдогс» (АХЛ), «Динамо» (Москва), «Коннектикут Вейл» (АХЛ), «Авангард» (Омськ), «Торпедо» (Нижній Новгород).
У складі молодіжної збірної Росії учасник чемпіонату світу 2007.
Досягнення
- Срібний призер молодіжного чемпіонату світу (2007).